# Арбузовка (река)
Арбузовка — река на западе Тверской области России, левый приток Велесы (бассейн Западной Двины). Длина реки составляет 17 км.

## Течение
Протекает по территории Нелидовского городского округа.
Арбузовка берёт начало в болотистой местности, к югу от урочища Волчино, на высоте приблизительно 230 метров над уровнем моря. Течёт в южном, юго-западном и западном направлении. Впадает в Велесу слева на высоте 201,7 метров над уровнем моря.

## Притоки
Река принимает несколько мелких безымянных ручьёв, вытекающих из соседних болот.

## Населённые пункты
В нижнем течении на берегу реки расположены деревня Арбузово и посёлок Арбузово.